# 塔季谢沃 (萨拉托夫州)
塔季谢沃（羅馬化：Tatishchevo）是俄罗斯萨拉托夫州的市级镇，为该州塔季谢沃区行政中心及规模最大聚居地。地处萨拉托夫州中西部，位于顿河流域梅德韦季察河一支流伊多尔加河（Идолга）河畔，在州府萨拉托夫西北方。镇内设有同名铁路车站。
建于1890年，1965年设市级镇。该地2022年人口有7,258人；2010年人口7,491；2002年人口7,432；1989年人口16,472。